# Boca (gemeente)
Boca is een gemeente in de Italiaanse provincie Novara (regio Piëmont) en telt 1195 inwoners (31-12-2004). De oppervlakte bedraagt 9,6 km², de bevolkingsdichtheid is 124 inwoners per km².
De volgende frazioni maken deel uit van de gemeente: Marello, Fuino, Ronchetto, Baraggia, Pianorosa.

## Demografie
Boca telt ongeveer 519 huishoudens. Het aantal inwoners steeg in de periode 1991-2001 met 5,4% volgens cijfers uit de tienjaarlijkse volkstellingen van ISTAT.
| Jaar | Inwoneraantal |
| ---- | ------------- |
| 1991 | 1125          |
| 2001 | 1186          |

## Geografie
De gemeente ligt op ongeveer 389 m boven zeeniveau.
Boca grenst aan de volgende gemeenten: Cavallirio, Cureggio, Grignasco, Maggiora, Prato Sesia, Valduggia (VC).

## Externe link

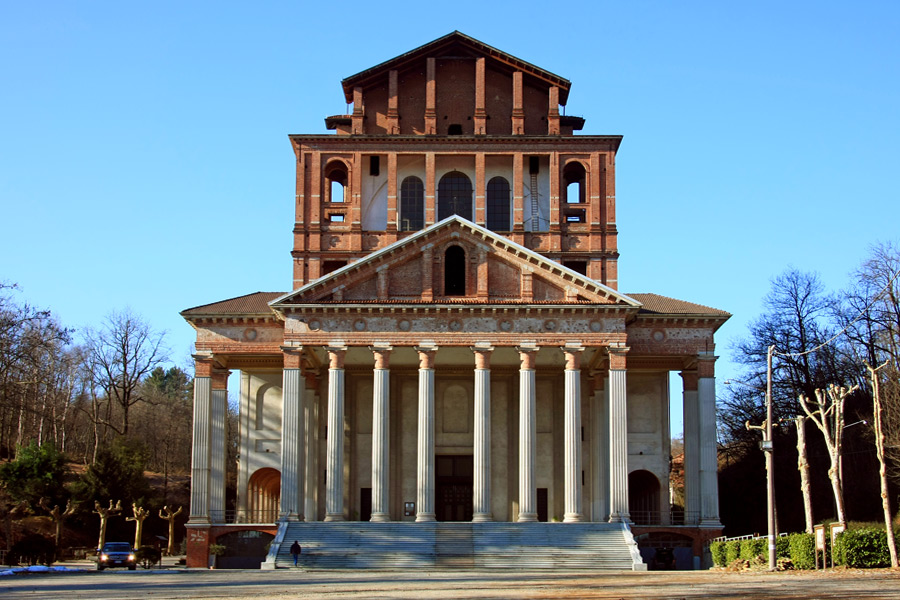
Kerk